# Fan Chung
Pour les articles homonymes, voir Chung.
Fan Rong K Chung Graham (金芳蓉, pinyin: Jīn Fāngróng) (née le 9 octobre 1949 à Kaohsiung sur l'île de Taïwan), connue dans sa carrière professionnelle sous le nom de Fan (R. K.) Chung, est une mathématicienne américaine travaillant dans les domaines de la théorie spectrale des graphes, théorie des graphes extrémaux et dans les graphes aléatoires. 
Ses recherches portent notamment sur la généralisation du modèle Erdős-Rényi aux graphes avec une distribution de degré donnée (y compris une distribution en loi de puissance comme les réseaux invariants d'échelle).

## Carrière
Elle est professeur Akamai en mathématiques de l'internet à l'Université de Californie à San Diego depuis 1998. Elle a passé son Ph. D. à l'Université de Pennsylvanie en 1974, sous la direction d'Herbert Wilf. Après avoir travaillé aux laboratoires Bell pendant 19 ans, elle rejoint l'université de Pennsylvanie en tant que première femme à y devenir professeur titulaire de mathématiques.
Elle est membre de l'équipe éditoriale de plus d'une douzaine de journaux internationaux. Depuis 2003, elle est l'éditeur en chef de Internet Mathematics. Elle a donné de nombreuses conférences, notamment en 1994 au Congrès international des mathématiciens, une conférence plénière sur les mathématiques du PageRank au congrès de 2008 de l'American Mathematical Society et une Noether Lecture en 2009.
Elle est également professeur titulaire de la chaire Akamai de « mathématiques de l'Internet » à l'université de Californie à San Diego.

## Vie personnelle

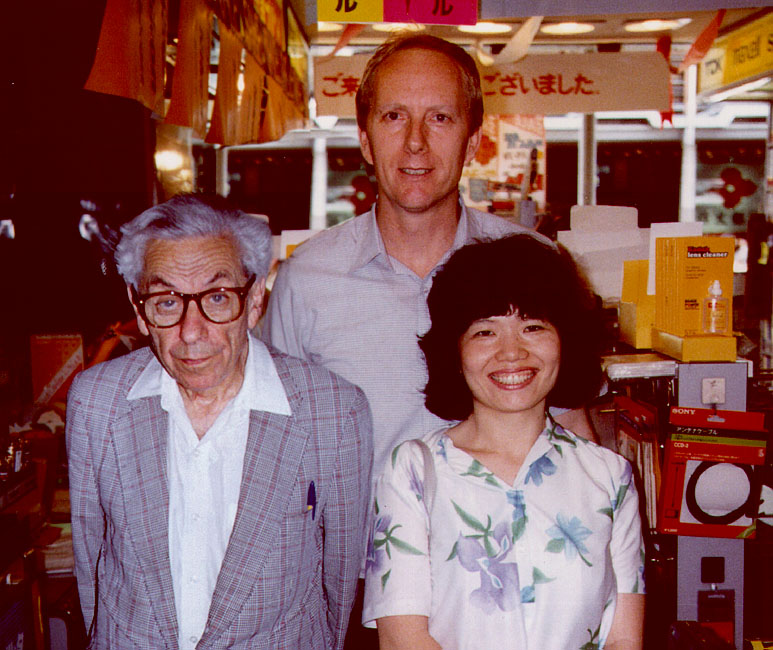
Fan Chung, son mari Ronald Graham et Paul Erdős, Japon 1986.

Chung a des enfants, le premier issu de son premier mariage et qui est né pendant ses études,. Elle est mariée au mathématicien Ronald Graham depuis 1983. Tous deux étaient des amis très proches de Paul Erdős et ont cosigné des articles avec lui ; ainsi, leur nombre d'Erdős vaut 1.

## Publications
Elle a publié plus de 200 articles et rapports de recherche ainsi que trois livres :
- (en) Erdős on Graphs:  His Legacy of Unsolved Problems (avec Ron Graham), A K Peters, Ltd., 1998,  (ISBN 1-56881-079-2)
- (en) Spectral Graph Theory (CBMS Regional Conference Series in Mathematics, No. 92), American Mathematical Society, 1997,  (ISBN 0-8218-0315-8)
- (en) Complex Graphs and Networks (CBMS Regional Conference Series in Mathematics, No. 107 " (with Linyuan Lu), American Mathematical Society, 2006,  (ISBN 0-8218-3657-9)